# Grejs Sogn
Grejs Sogn er et sogn i Vejle Provsti (Haderslev Stift).
I 1800-tallet var Sindbjerg Sogn anneks til Grejs Sogn. Begge sogne hørte til Nørvang Herred i Vejle Amt. Grejs-Sindbjerg sognekommune blev ved kommunalreformen i 1970 indlemmet i Tørring-Uldum Kommune. Det meste af den inkl. Sindbjerg Sogn indgik ved strukturreformen i 2007 i Hedensted Kommune, men Grejs Sogn valgte som det eneste at slutte sig til Vejle Kommune ved en afstemning  19. april 2005.
I Grejs Sogn ligger Grejs Kirke.
I sognet findes følgende autoriserede stednavne:
- Bommerskald (bebyggelse)
- Grejs (bebyggelse, ejerlav)
- Holtum (bebyggelse, ejerlav)
- Holtum Krat (bebyggelse)
- Husby (bebyggelse)